# Honoré Broutelle
Honoré Broutelle (1866-1929) est un médecin, graveur, peintre et poète français.

## Biographie
Honoré Broutelle est né le 16 avril 1866 à Nantes d'Honoré Salomon Broutelle, capitaine au long cours, et de Marie Anne Perdereau. Selon sa fille Marthe (née en 1911), il descendrait du corsaire René Duguay-Trouin, et fréquente, dans sa jeunesse, l'atelier de Jules-Élie Delaunay et le salon littéraire d'Adine Riom.
Il commence des études de médecine à l'École de médecine de Nantes, publie sa thèse en 1901, puis exerce entre 1902 et 1914, date à laquelle il semble fermer son cabinet pour raison de santé. Durant cette même période, il commence à produire de la poésie, des dessins, des aquarelles, des pastels et pratiquer la gravure sur bois. Il rencontre Félix Bracquemond qui cherche, avec d'autres graveurs, à renouveler l'art du bois illustratif original.
En 1920, il devient membre de la Société de la gravure sur bois originale, où il retrouve d'autres médecins amateurs d'estampes comme Paul-Émile Colin ou Léon Comar. En 1925, il obtient le prix Archon-Despérouses pour son recueil Poèmes sarthois qu'il écrivit du côté de Montfort-le-Gesnois où il s'était installé comme médecin à la fin des années 1900. À partir de 1911, il élabore une suite de dessins sur bois et sur pierre, destinée à illustrer des poèmes de Henri de Régnier ; l'ouvrage fut publié après la guerre.
Sa carrière d'illustrateur, la nécessité de se rapprocher des éditeurs, le firent s'installer ensuite à Paris, puis se fixer à Bois-Colombes, où il meurt le 19 janvier 1929 en son domicile au no 104 rue Pierre Joigneaux,.
Trois rues portent son nom : une à Nantes, une à Montfort-le-Gesnois et une autre au Mans.

## Œuvre

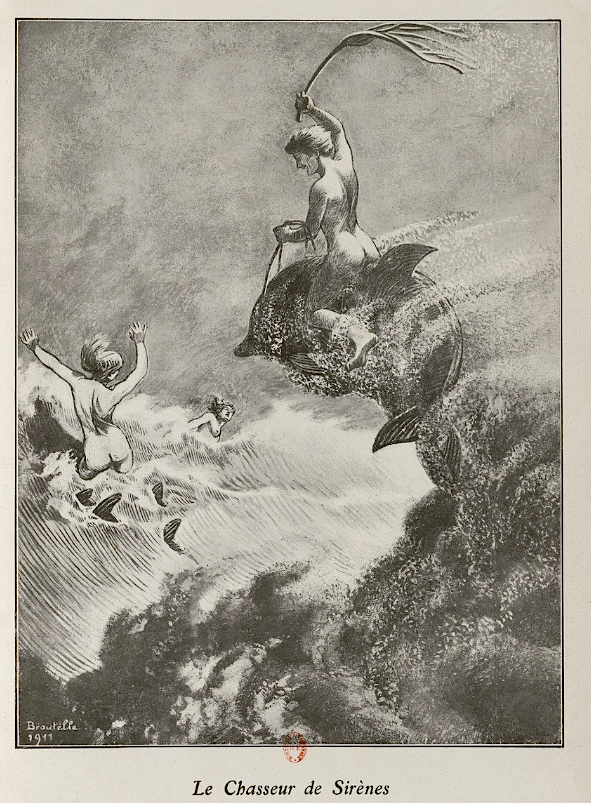
Le Chasseur de sirènes (1911), d'après un poème de Régnier.

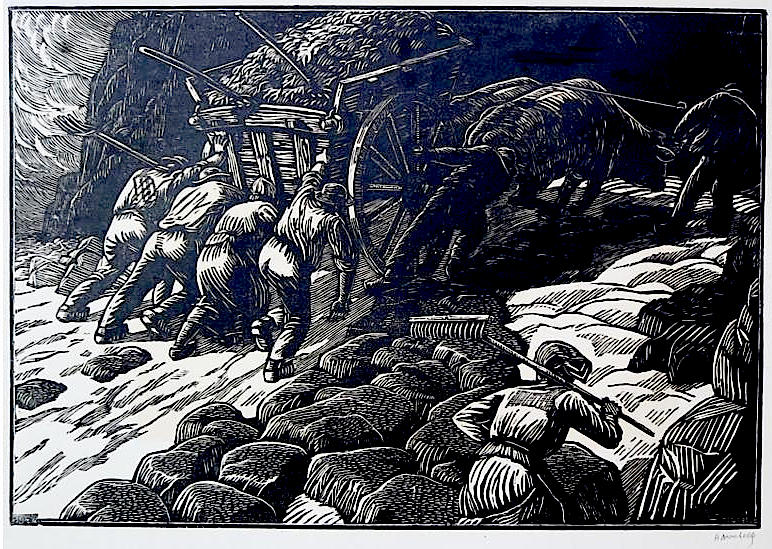
L'Effort (1924), bois gravé.

### Conservation
Un ensemble de Croquis de Bretagne (avril 1893), dédié à Edmond Estève, est conservé au musée départemental breton de Quimper. Le musée des beaux-arts de Nantes conserve des bois et des dessins originaux.

### Écrits
- Essai sur le caractère de Louis XIV, Nantes, Mellinet, 1896.
- Contribution à l'étude des pseudo-infections et infections puerpérales d'origine intestinale, Paris, Boyer, 1901.
- Poèmes sarthois, avec ses bois gravés, Vannes, Maison française d'art et d'édition, 1923 — réédition en 1947.
- Images hippocratiques, présentées par Paul Rabier, 1928.

### Illustrations
Honoré Broutelle a donné de nombreuses illustrations au cours des années 1920. Il réalise notamment des bois gravés pour La revue de l'Ouest, Le Réveil breton (1922) et La Bretagne touristique (1925). Il a également illustré les ouvrages suivants : 
- Henri de Régnier, Poèmes, lithographies et gravures sur bois, Paris, La Maison française d'art et d'édition, 1920.
- Camille Cé et Jean Gaument, Le Fils Maublanc, Paris, Grasset, 1926.
- Georges Lecomte, La Lumière retrouvée : roman, Paris, Ferenczi & fils, 1926.
- Édouard Estaunié, Un simple : roman, 39 bois, Paris, Ferenczi & fils, 1927.
- Alfred de Vigny, Servitude et grandeur militaires, bois orignaux, Paris, À l'enseigne du pot cassé, 1927.
- Lucien Biart, Les explorations inconnues entre deux océans, dessins, Paris, Les Arts et le Livre, 1927.
- Lucien Biart, Le Roi des prairies, dessins, Paris, Les Arts et le Livre, 1927.
- Hésiode, Les travaux et les jours ; La théogonie ; Le bouclier d'Hercule ; Fragments, Paris, À l'enseigne du pot cassé, 1928.
- Paul Célières, Le Chef-d'œuvre de papa Schmeltz, dessins, Paris, Les Arts et le Livre, 1928.
- Henry Bordeaux, Les Roquevillard, 34 bois, coll. Le Livre de demain, Fayard, 1928.
- Henry Bordeaux, La Peur de vivre, 42 bois, coll. Le Livre de demain, Fayard, 1929.
- Gaston Duchêne, Éléments de déontologie appliquée, préfacé par Paul Le Gendre, bois originaux, Paris, Baillière, 1929.
- Francis de Miomandre, Le Patriarche : nouvelle, 53 bois, Paris, Société de la gravure sur bois originale, 1929.

## Pour approfondir